# Ван Канто
Ван Канто е акапелна метъл група в Берлин, Германия, създадена през 2006 г.
Групата се състои от 5 вокалисти и барабанист. Изпълняват акапелно музика в стиловете традиционен хевиметъл, пауър метъл и симфоничен метъл. като това, което създават самите те наричат „hero metal a cappella“. Само двама от вокалите са водещи, а останалите трима имитират китарите и баса с цел да достигнат максимално близко до оригиналното звучене на инструментите.

## Дискография
1. A Storm To Come (2006, Gun Records/Sony BMG)
2. Hero 2008, Gun Records/Sony BMG)
3. Tribe of Force (2010, Napalm Records)
4. Break the Silence (2011, Napalm Records)
5. Dawn of the Brave (2014, Napalm Records)